# WRC: FIA World Rally Championship
WRC: FIA World Rally Championship (parfois appelé simple World Rally Championship) est un jeu vidéo de course sorti en 2005 sur PlayStation Portable. Le jeu a été développé par Traveller's Tales et édité par SCEE.
Il utilise la licence du championnat du monde des rallyes.

## Accueil
- Jeuxvideo.com : 14/20[1]